# Setenil de las Bodegas
Setenil de las Bodegas község Spanyolországban, Cádiz tartományban. Setenil de las Bodegas Alcalá del Valle, Cañete la Real, Ronda, Olvera és Torre Alháquime községekkel határos. Lakosainak száma 2624 fő (2024).
A település egyedi, szokatlan fekvéséről híres, a község lakóházainak egy része ugyanis egy sziklaszirt alá épült, egyedi megjelenést biztosítva az utcáknak.

## Képek

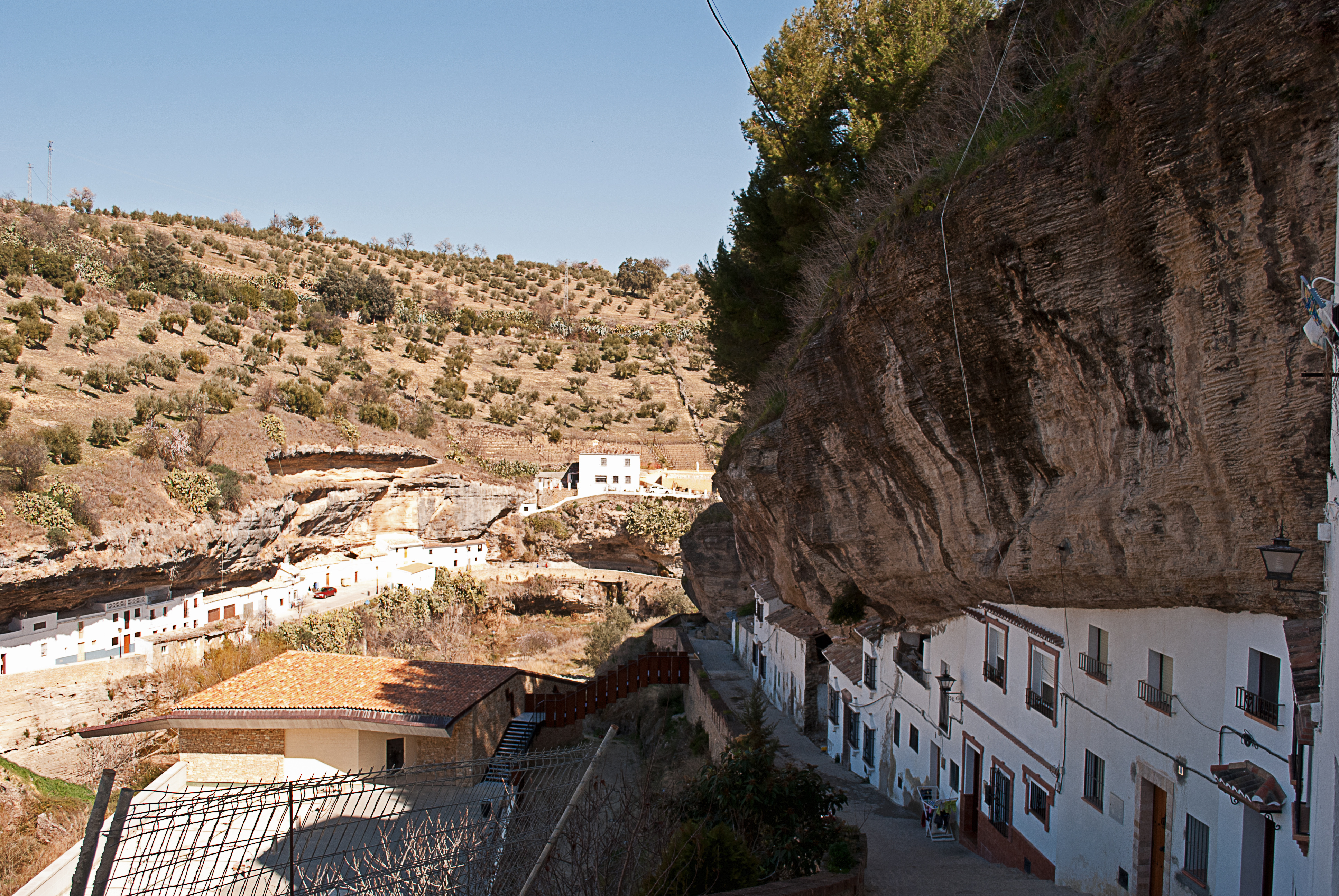
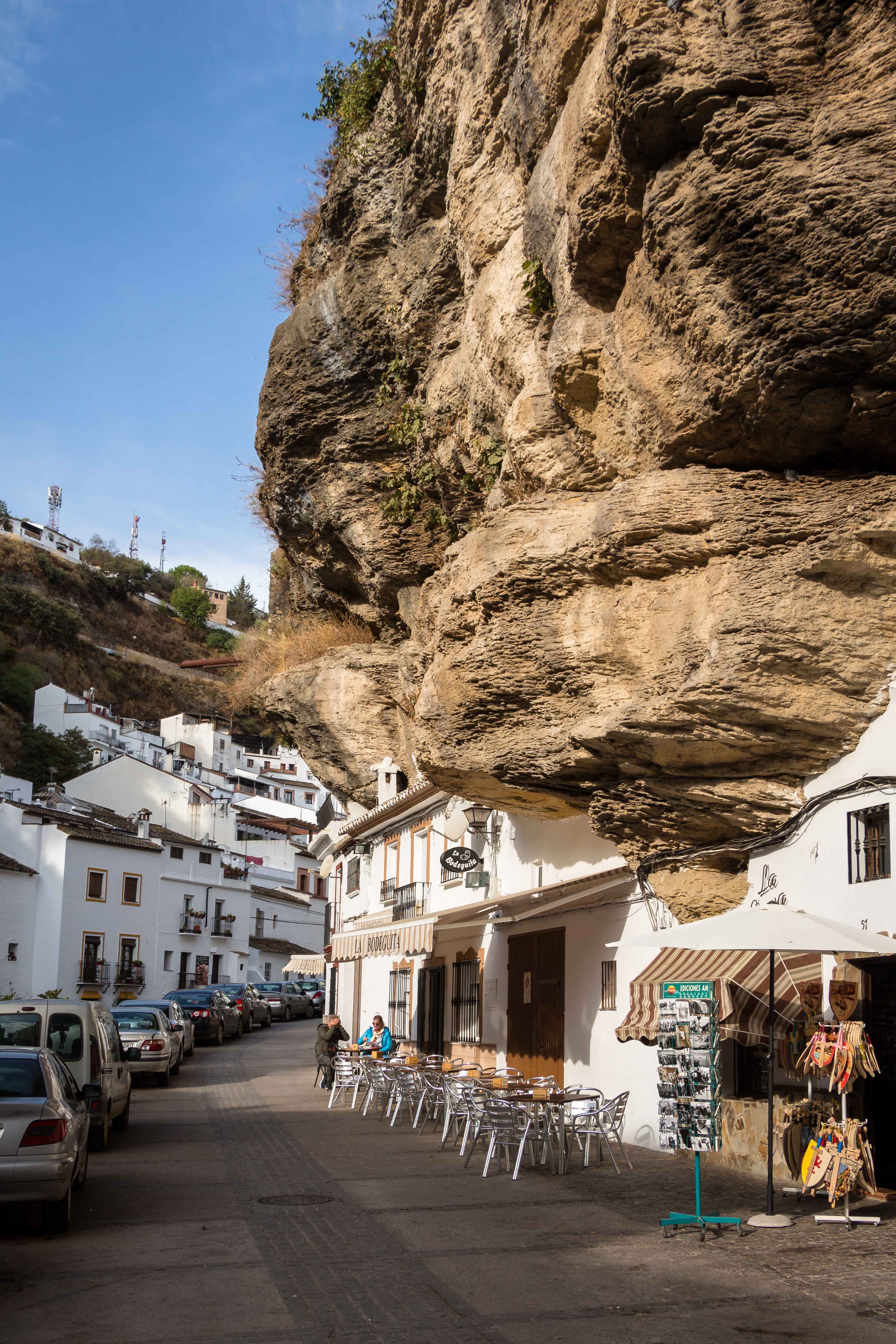
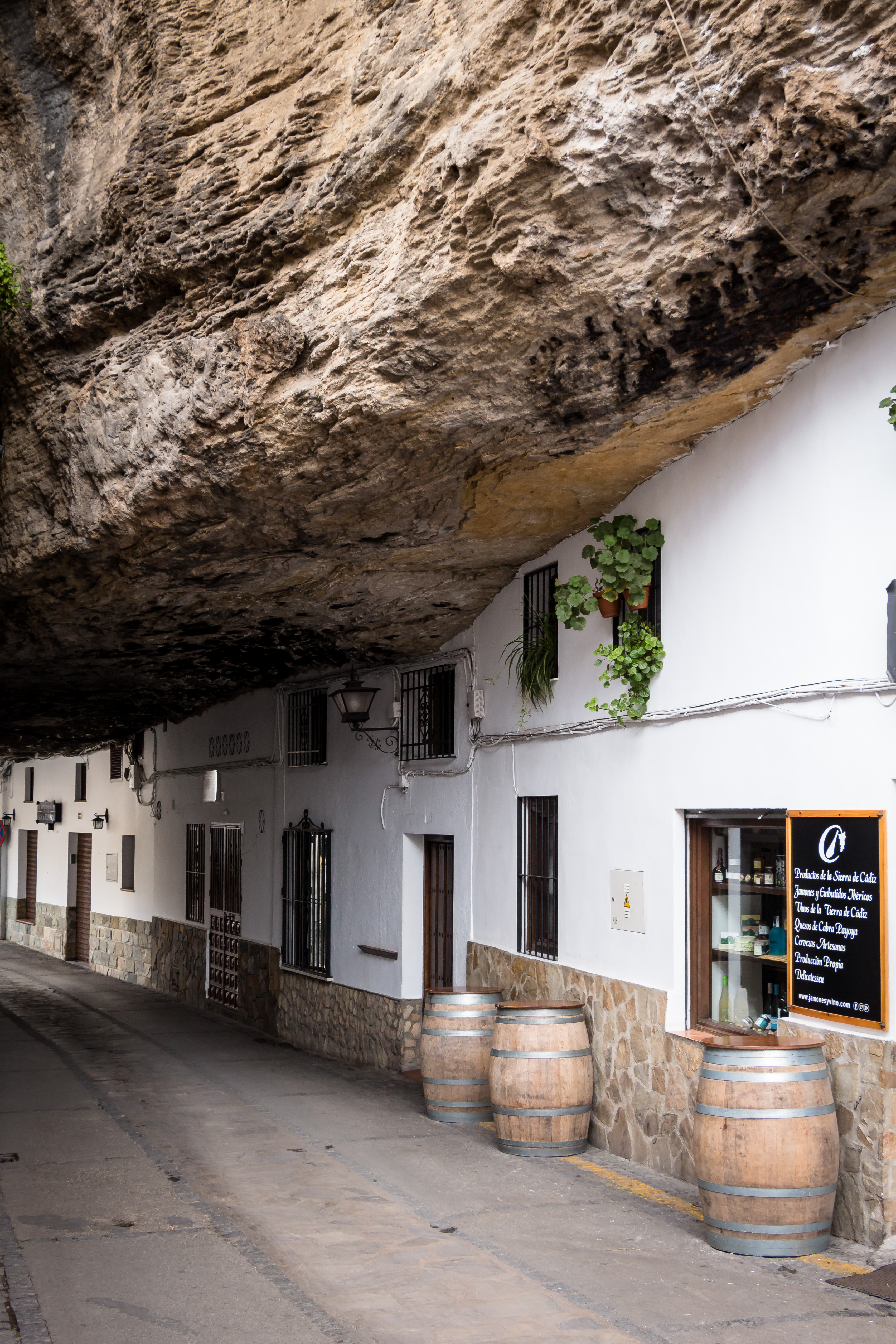
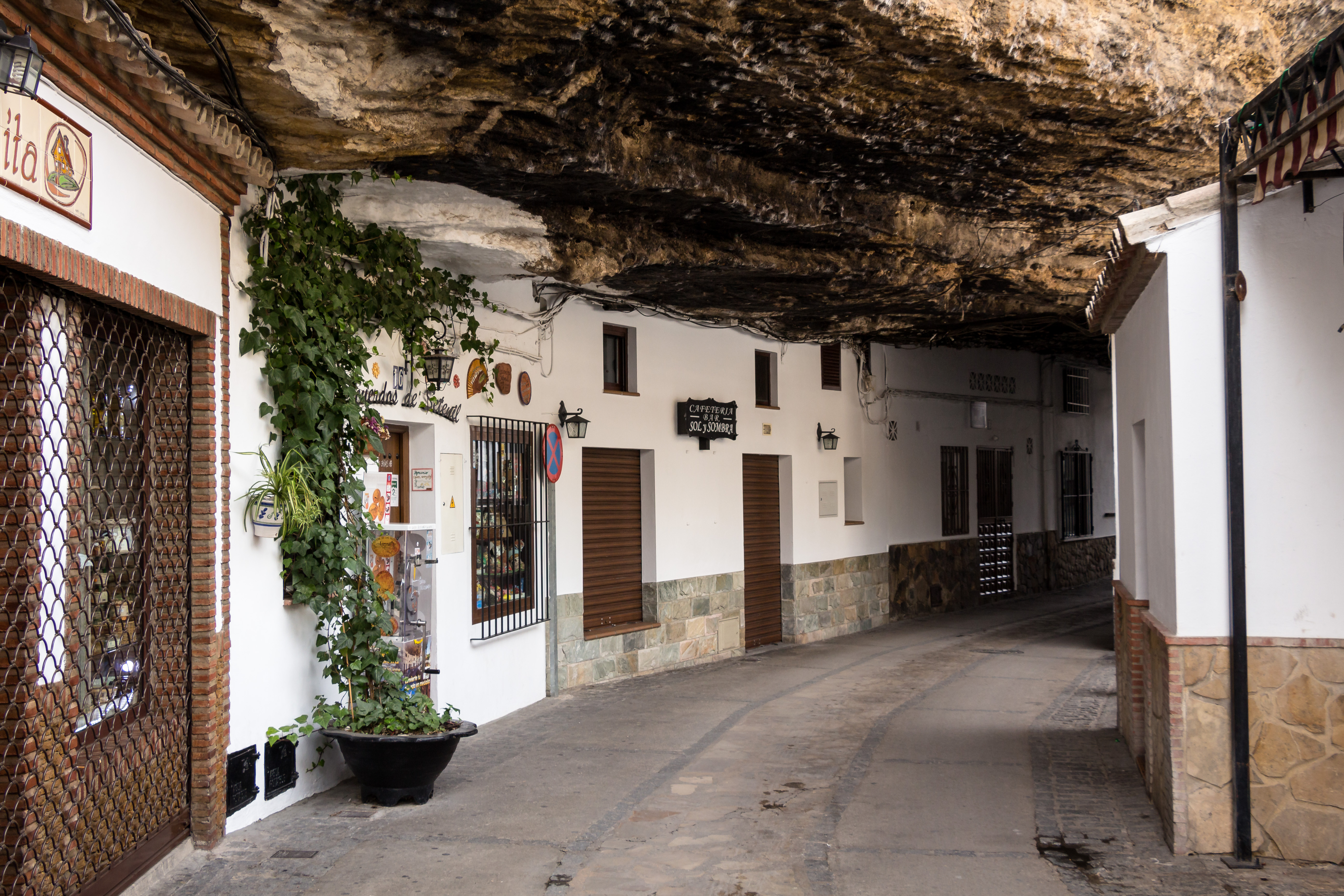
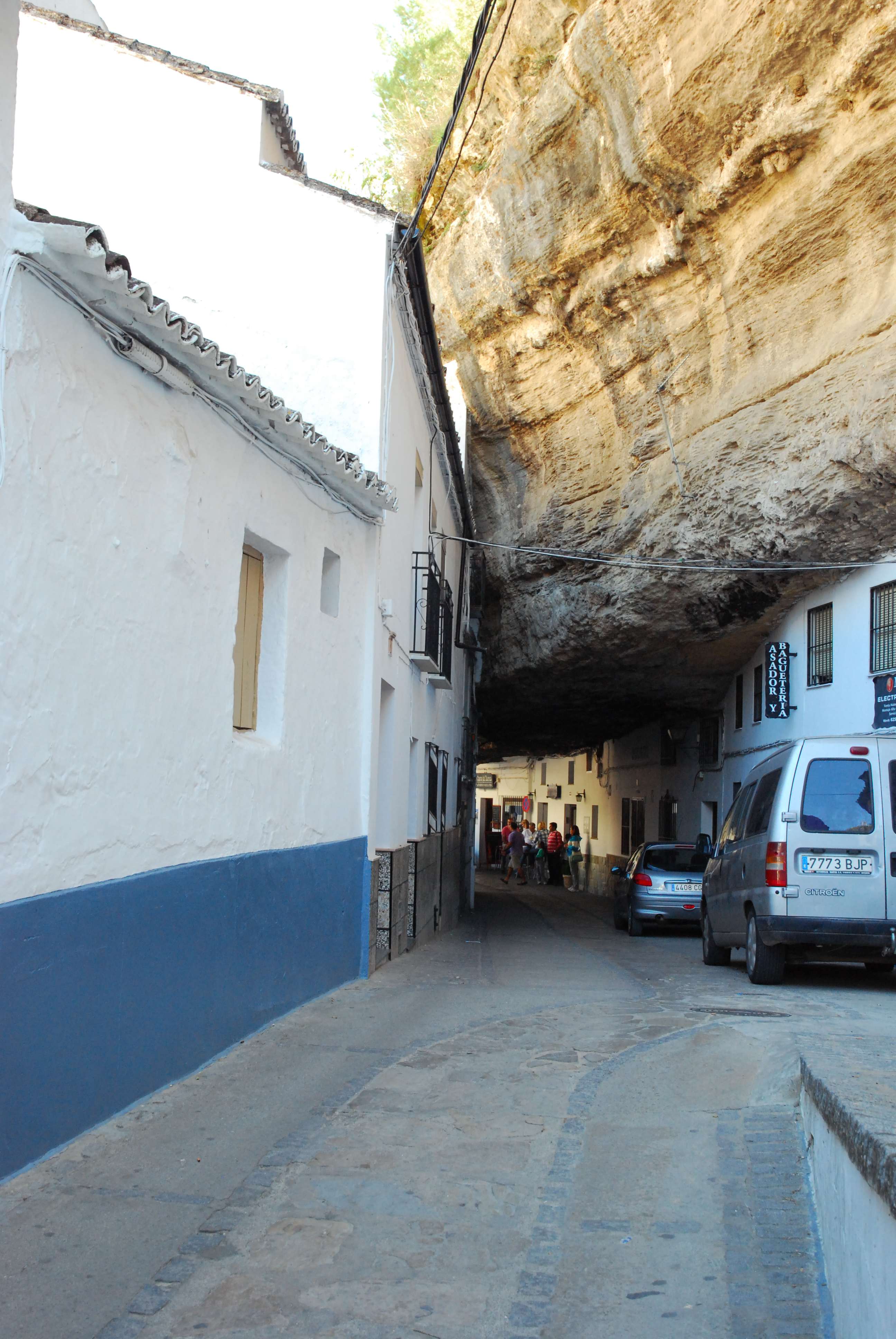

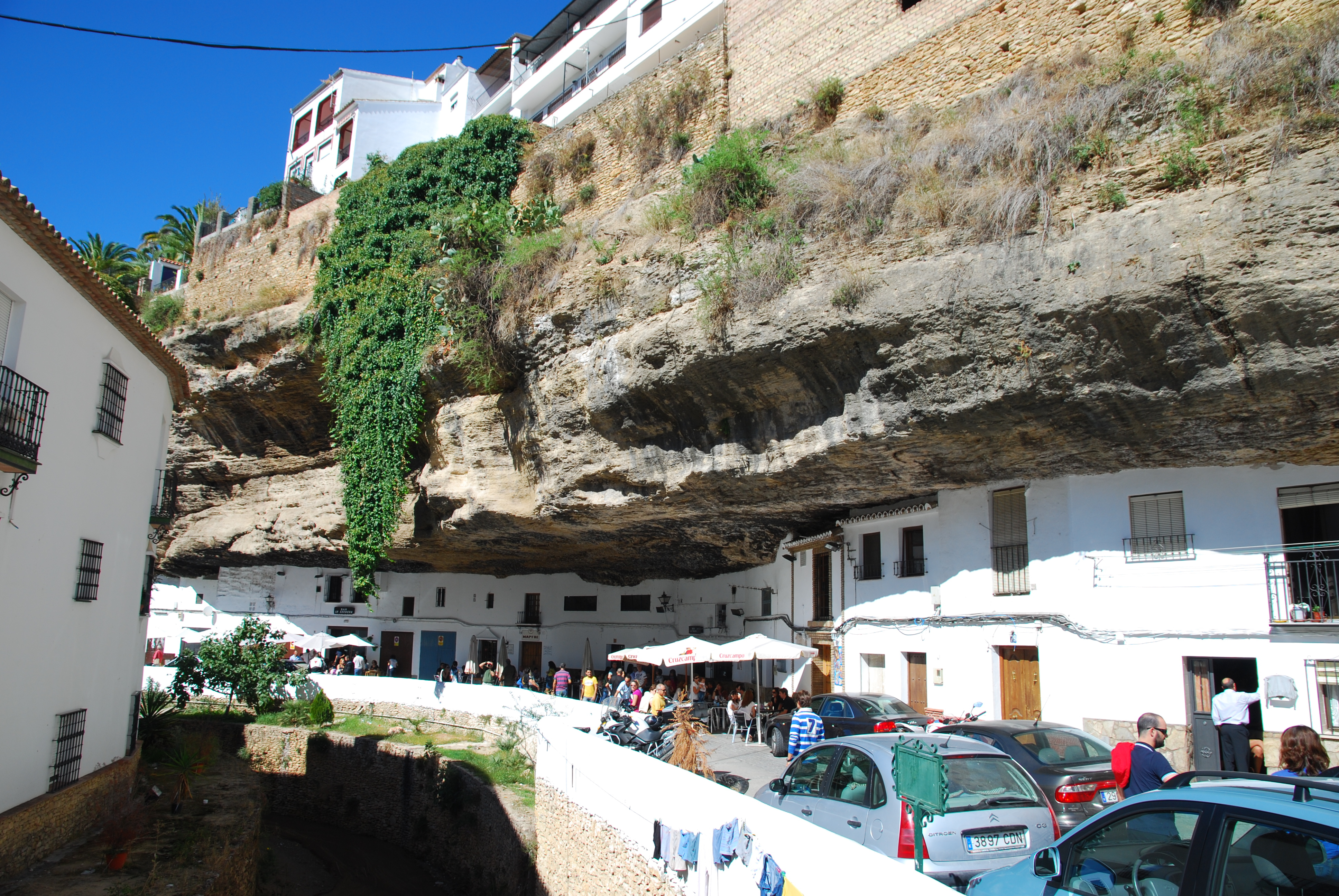
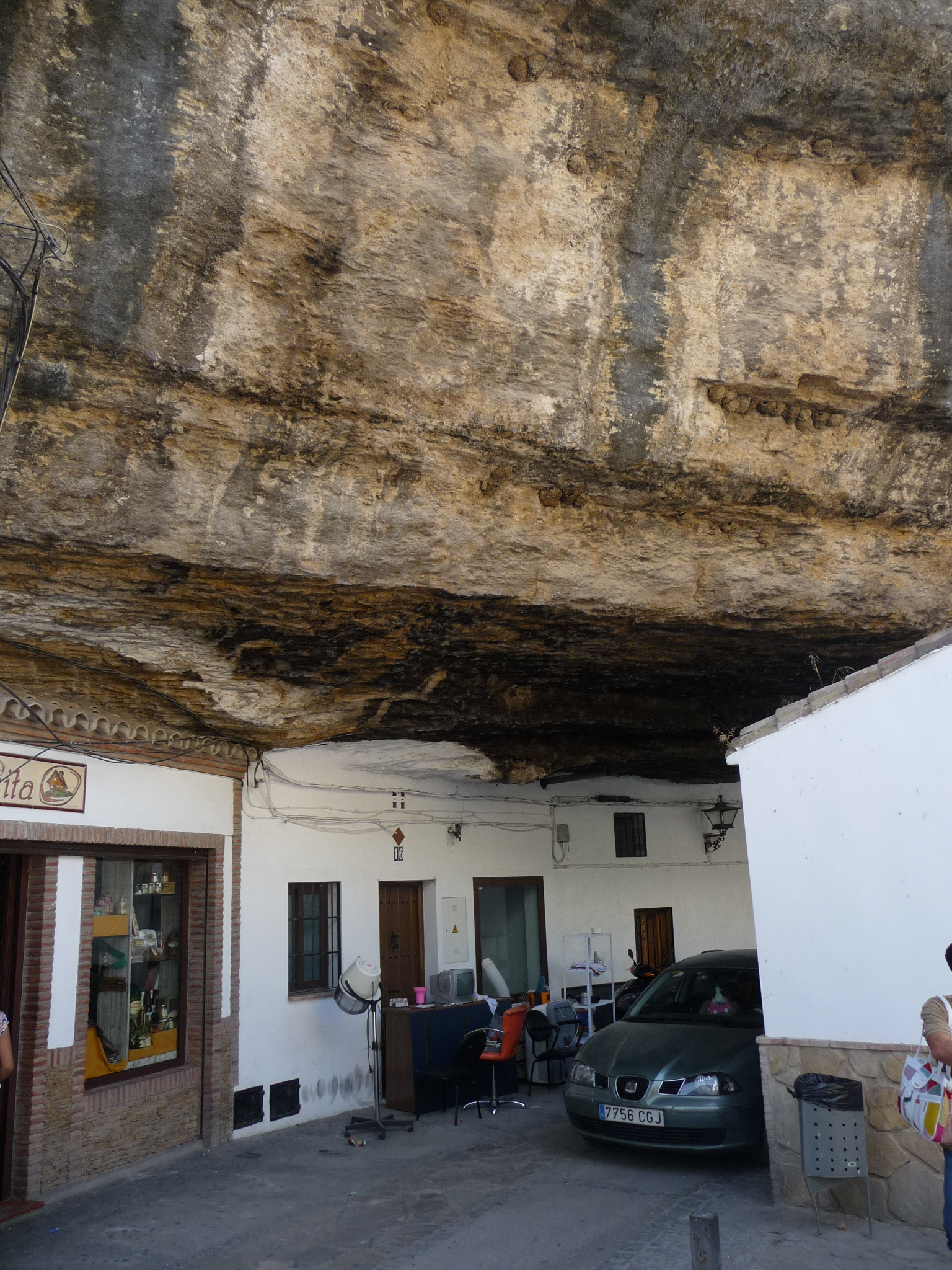
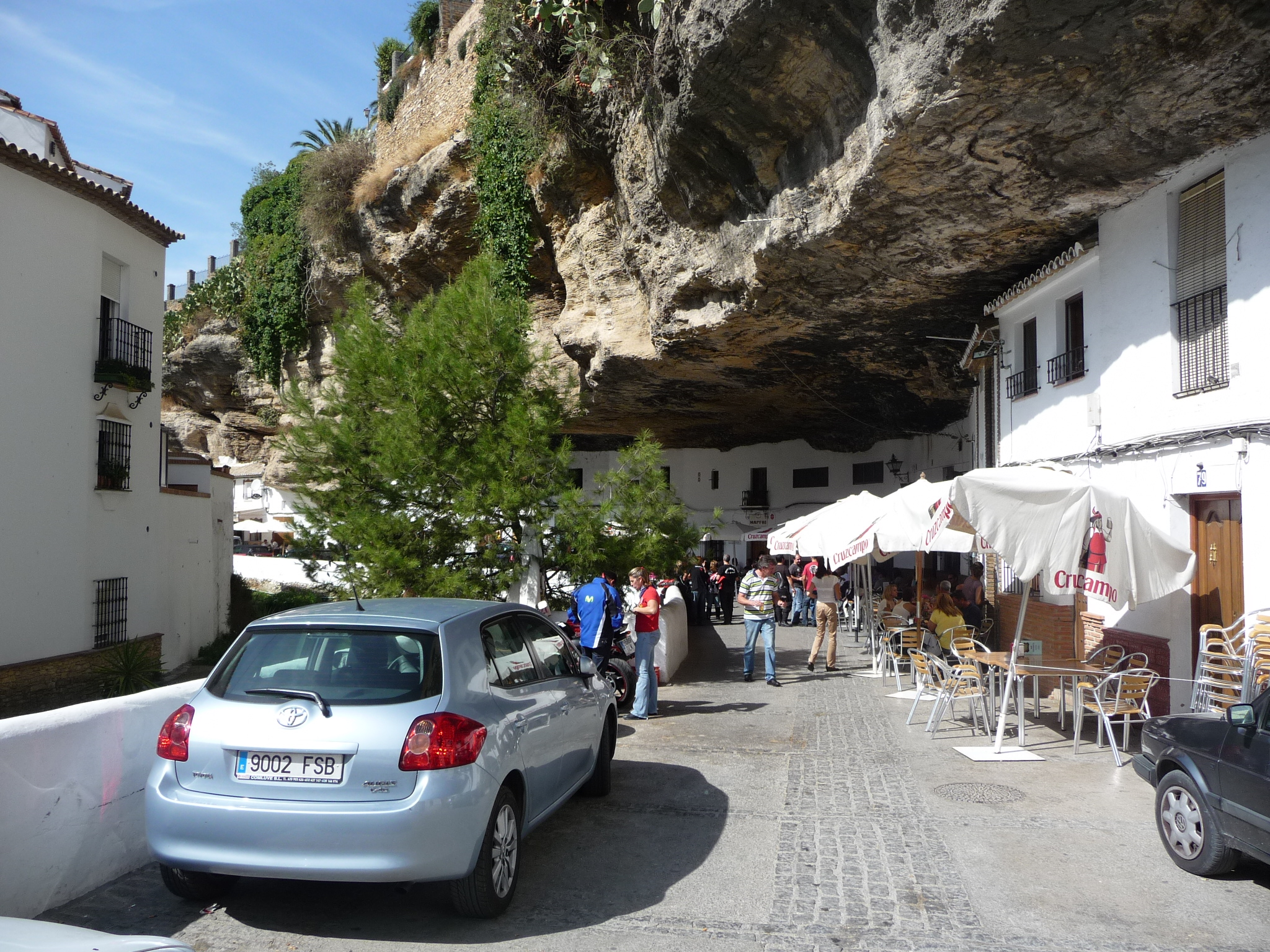
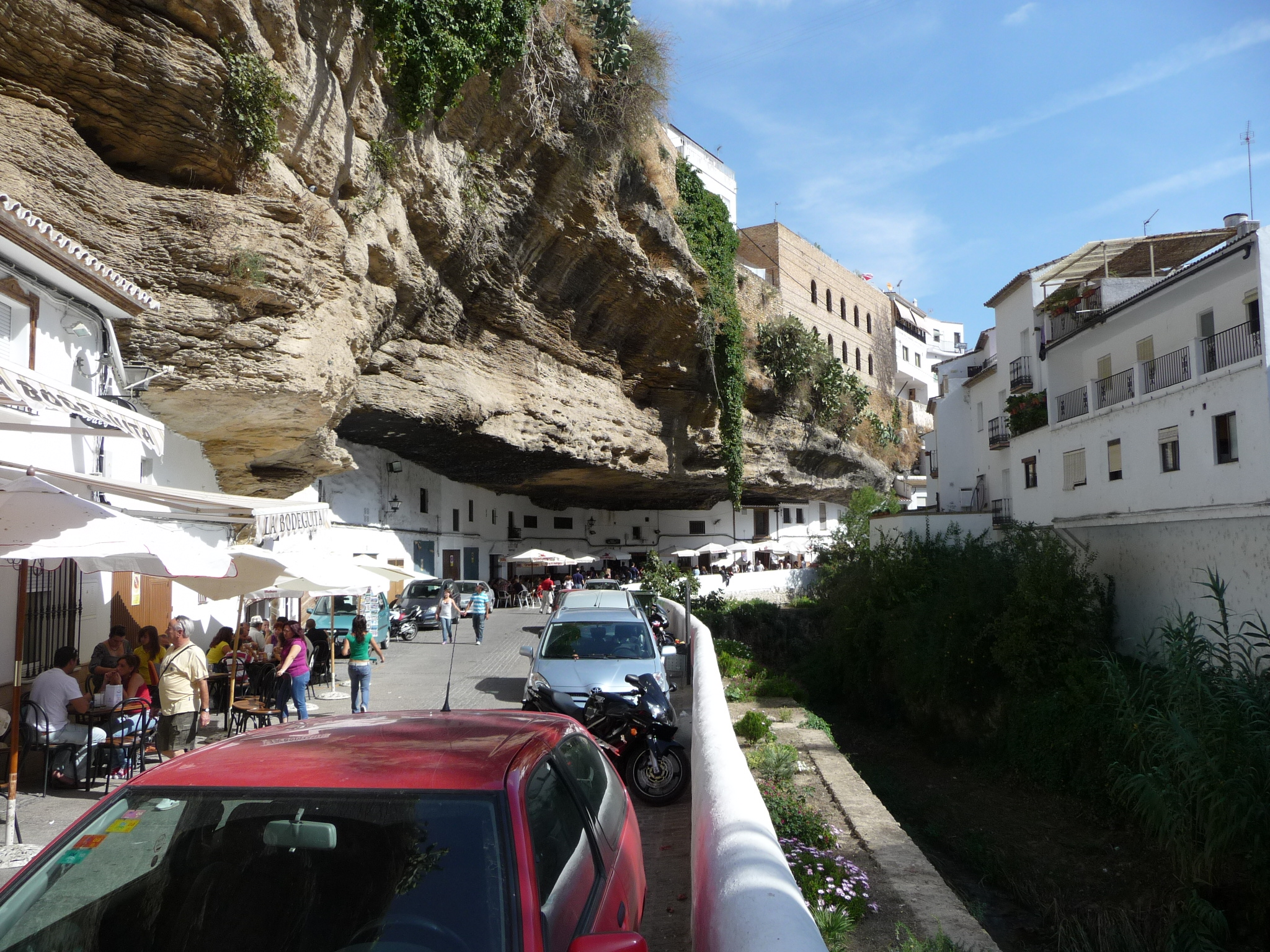
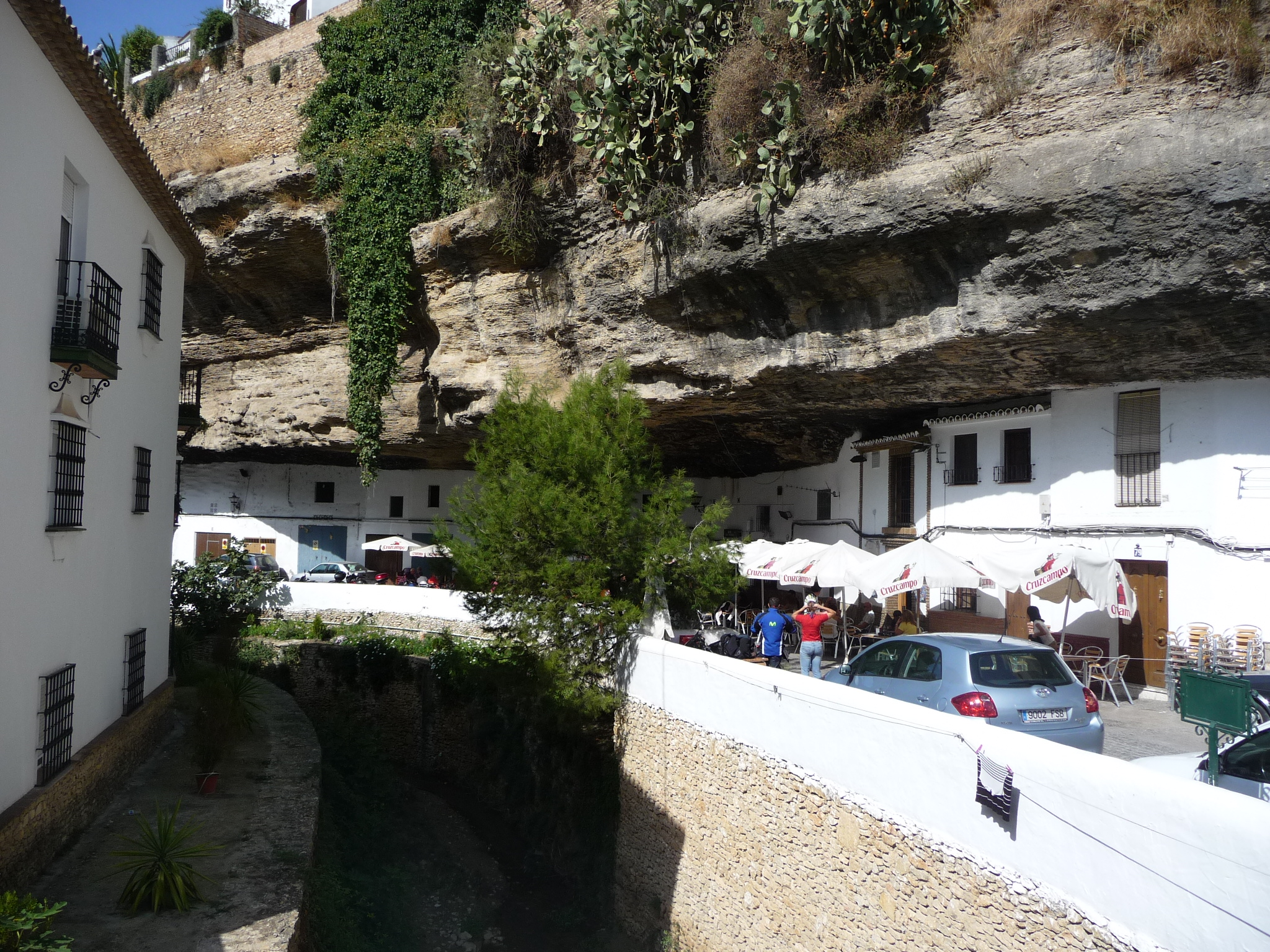

## Népesség
A település népessége az utóbbi években az alábbiak szerint változott:
| Lakosok száma | 3051 | 3015 | 3023 | 2977 | 2951 | 2856 | 2809 | 2769 | 2698 | 2624 |
|               | 2001 | 2004 | 2006 | 2009 | 2011 | 2014 | 2016 | 2019 | 2021 | 2024 |